# Bistum Casale Monferrato
Das Bistum Casale Monferrato (lat.: Dioecesis Casalensis, ital.: Diocesi di Casale Monferrato) ist eine in Italien gelegene römisch-katholische Diözese mit Sitz in Casale Monferrato.

## Geschichte
Das Bistum Casale Monferrato wurde am 18. April 1474 durch Papst Sixtus IV. mit der Apostolischen Konstitution Pro excellenti aus Gebietsabtretungen der Bistümer Asti und Vercelli errichtet und dem Erzbistum Mailand als Suffraganbistum unterstellt.
Am 17. Juli 1817 wurde das Bistum Casale Monferrato dem Erzbistum Vercelli als Suffraganbistum unterstellt.

## Weblinks

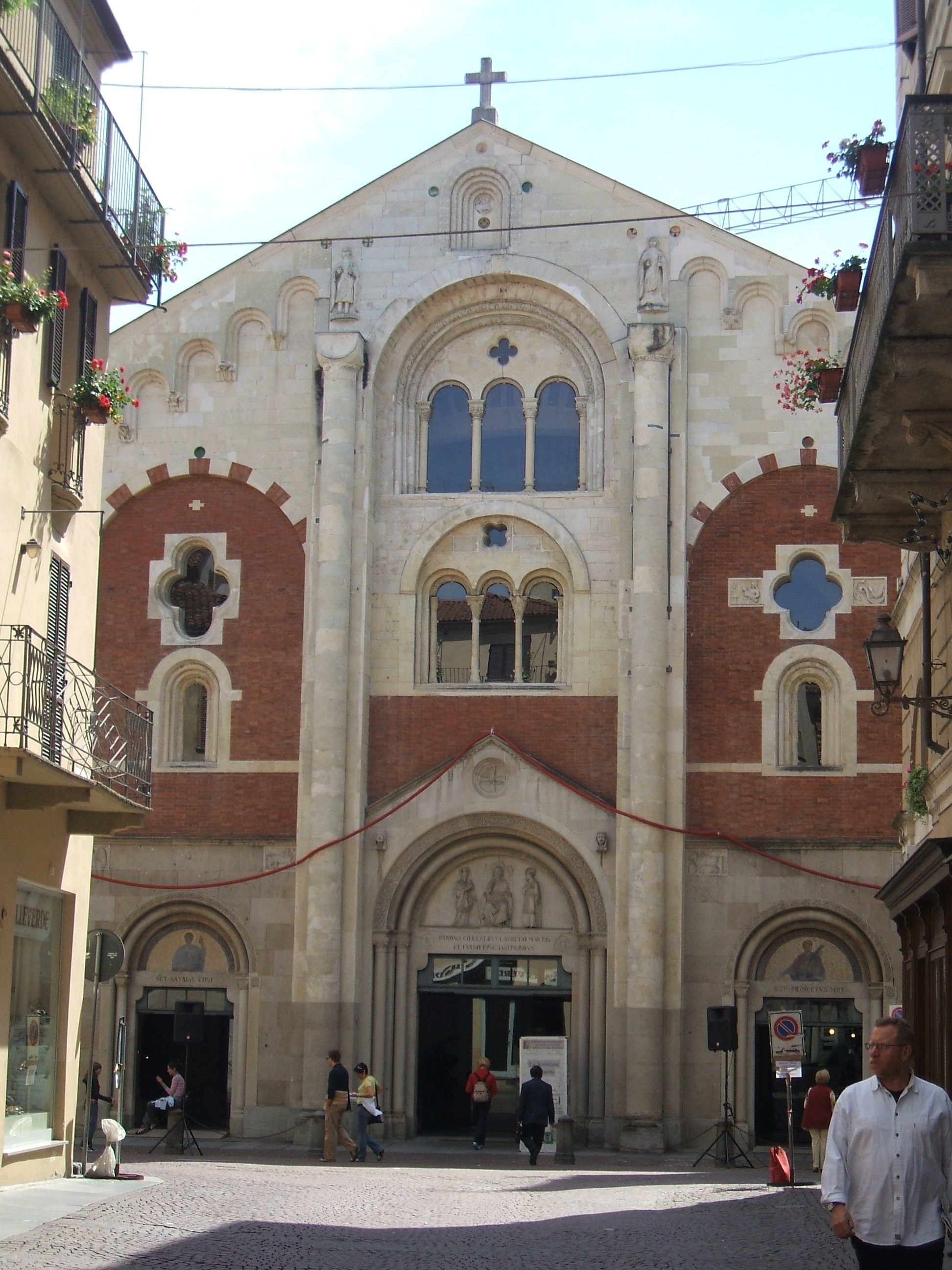
Kathedrale Sant’Evasio in Casale Monferrato